# Écloga (Byzance)
Pour les articles homonymes, voir Ecloga.
L'Écloga ou Éclogue (du grec ancien ἐκλογή / eklogḗ, « choix, sélection ») est un code de loi introduit en 726 (ou 741) par Léon III, Empereur de Byzance, et son fils Constantin V.  À une époque où les lois byzantines étaient nombreuses et complexes, l’Écloga se veut une sélection, une simplification et une «grecquification» du Code Justinien.   Il s’introduit dans un courant de christianisation des valeurs par Léon III, ainsi est-il lié étroitement à la nouvelle doctrine de l'iconoclasme.  Ce code représente un tournant dans l'évolution historique de la société byzantine. Il révise et adapte le droit byzantin « aux conditions sociales d'un monde dominé par la diversité des traditions ethniques et des coutumes populaires et troublé par les mouvements sociaux et religieux qui s’opposaient à la monarchie et à l’Église » . Son utilisation officielle prend fin sous la Dynastie Macédonienne.  
Son titre complet est rédigé ainsi : Sélection de lois rangées en forme concise par Léon et Constantin, les sages et pieux empereurs, et provenant des Institutes, des Digestes, du Code et des Novelles de Justinien le Grand, et révisées avec l’objectif d’une plus grande humanité [sélection] promulguée au mois de mars, neuvième indiction de l’année 6234 de la Création.

## Contexte
Avant l'introduction de l'Écloga, l’Empire byzantin utilisait le Code Justinien comme base juridique. Le corpus de ce Code était massif, complexe et en latin. Léon III entreprit alors, par l’intermédiaire d’une commission de juriste, de faire une «sélection» plus accessible pour ses contemporains; une version abrégée et grecque du droit romain. 
Il se veut un effort afin de réduire la corruption et les inégalités sociales affligeant la société byzantine. Il souligne à de multiples reprises que le pauvre doit être protégé des excès du riche. Il appelle à un réalignement des valeurs byzantines vers une pensée plus chrétienne. Le règne de Léon III et de son fils Constantin V fut ponctué de plusieurs victoires militaires contre les ennemis de l'Empire. Ces changements furent donc possible grâce à une stabilité retrouvée du gouvernement impérial.
L’Écloga parut peu avant les changements iconoclasmes apportés par Léon III. La tonalité césaropapiste du texte est alors compréhensible. L’Empereur prend ce ton hégémonique afin de souligner sa légitimité divine de régner et de guider son peuple vers son salut. Il met de côté toute mention d’un pouvoir double dans l’Empire (ecclésiastique et impériale), affirmant son rôle d'unique père de la nation. 

### Division
L'Écloga contient une préface de l'auteur ainsi que 18 chapitres. Ceux-ci sont assez explicites sur les sujets qu'ils couvrent. Les voici :  
Titre I: De la contraction des fiançailles et de leur dissolution
Titre II: Du mariage licite et de celui prohibé, du premier et du second mariage, par écrit et sans écrit et de sa dissolution
Titre III: De la dot par écrit, mais non livrée, et du privilège de la dot
Titre IV: Des donations simples c’est-à-dire celle de l’immédiat usage et propriété de biens, ou de la propriété seulement, ou des choses laissées à la mort de quelqu’un, et des causespour lesquelles les donations se résilient
Titre V: Des personnes incapables de tester et des testaments écrits et non écrits
Titre VI: Des successions abintestat et des legs et ea ceux qui sont exclus pour cause d'ingratitude
Titre VII: Des orphelins et de leur tutelle
Titre VIII: Des affranchissements et des rechutes en esclavage
Titre IX:  Des ventes et de l'achat par écrit et sans écrit et des arrhes
Titre X: De prêt, contre écrit et verbal et des gages donnés en échange
Titre XI: Pour toute espèce de dépôt 
Tire XII: Du bail perpétuel et du bail limité
Titre XIII: Des louanges 
Titre XIV: Des témoins dignes de foi et de ceux inadmissibles
Titre XV: Des transactions confirmées ou annulées
Titre XVI: Des biens propres des militaires et des gains castrenses, ainsi que des clercs et des notaires et d 'autres personnes employ.es dans un service public
Titre XVII: Des peines pour crimes
Titre XVIII: Du partage du butin

### Débat historiographique sur la date de parution
Ce document est le sujet d’un débat historiographique chez les byzantinistes. En effet, il semblerait que la date de la parution l’Écloga ne soit pas sûre. En raison du format du calendrier byzantin, plusieurs dates sont possibles. La tradition manuscrite de ce document est constante et s’accorde à placer l'instauration de l’Écloga durant le mois de mars de la 9e indiction.  Mais pour ce qui est de l’année, il est difficile de trancher puisque les copies qui nous sont parvenues indiquent différentes dates. Les deux dates qui mènent ce débat historiographique sont celles de 726 et 741. Aucun des arguments invoqués par les spécialistes jusqu’à présent n’élimine sans appel l’une des deux années.
Spulber se prononce pour la date de 726, puisque selon lui, elle concorde davantage avec la situation sociopolitique de l’Empire lors du début de règne de Léon III. Les règnes de Constantin V et Léon III sont marqués par le mouvement appelé iconoclasme. Comment expliquer son absence dans les lois sachant l'importance de ce mouvement pour ces deux empereurs? La préface de l’Écloga laisse transparaître davantage le début que la fin d’un règne. La date de 726 expliquerait aussi l’absence de référence à l’iconoclasme puisque le début de l’iconoclasme serait postérieur. De plus, en 739, Léon III aura déjà édicté des sanctions légales dans le cadre de l'iconoclasme. 
Grummel, Ludwing et Humphreys proposent la date plus tardive de 741,. Le code serait alors édité dans la dernière année de règne de Léon III. Bien que cela ait pu être ardu, effectivement, la sélection et la rédaction de l’Écloga auraient dû être faites pendant la période tumultueuse de l’iconoclasme, incluant certains conflits contre les Arabes et la catastrophe naturelle qui frappa l’Empire en 740. Selon ces spécialistes, l'absence de loi «iconoclaste» pourrait alors souligner la division entre l’État et l’Église. Le texte transmet une image du trône impérial comme seul détenteur du pouvoir sur l’Empire et seule institution entre Dieu et les Hommes . Cette date est la plus fréquente dans les documents et concorde avec la 9e indiction, mais c'est surtout le manque de contre-arguments qui la maintient en place.

## Originalité
L’Écloga n’est pas une simple appropriation du Code Justinien. Le code reprend bien sûr des législations passées, mais c’est dans sa structure (classement par thèmes et associations) et dans sa nature (concise et complète) qu’il se démarque de ses prédécesseurs. Alors que le Code Justinien était écrit en latin, l’Écloga se présente comme une œuvre «moderne  byzantine» en intégrant la langue d’État. Léon III construit son code laissant percevoir ses priorités et sa conception du droit. L'Empereur fait mention de vouloir changer les inégalités qui frappent sa société. Par contre, les sanctions prendront en compte le rang social de l'accusé.  Donc c'était « plutôt dans le sens des discriminations sociales que l’Eclogue dépasse la législation de Justinien. Les Isauriens consolidaient ainsi une stratification sociale qu’ils voulaient conserver ».

### Conceptualisation de la corruption
Les conquêtes arabes et les divers bouleversements du VIIe siècle en Orient ont profondément ébranlés l’Empire byzantin.  La baisse de l’éducation et des pratiques légales qui en résultèrent appauvrit et dégrada les mœurs de la société. De plus, l’instabilité économique et intellectuelle de cette époque a fragilisé les élites traditionnelles romaines. Eux qui étaient la classe la plus intéressée par les postes de fonctionnaire juridique. À la suite d'une succession d'usurpations, Léon III prit le contrôle de l'Empire en 717.

Malgré le fait que des lois aient déjà été mises en place afin de contrer la corruption, l’Écloga aura une approche nouvelle sur ce problème. Elle définira pour une première fois la notion de corruption :  
se tenir loin de toutes les passions humaines et avec le jugement sain de donner des sentences de vraie justice et de ne pas mépriser le pauvre, de ne pas laisser impuni le riche infracteur; comme aussi de ne pas admirer la justice et l’équité seulement par geste et parole, tandis qu’en fait ils préfèrent l’injustice et la cupidité parce que c’est plus avantageux, mais ayant devant soi deux litigants, l’un plus accapareur, l’autre plus pauvre, qu’il les considérer en situation égale, et qu’il tire de celui qui s’est enrichi tant qu’il trouvera le fraude avoir moins.
Cet extrait souligne que le bon juge ne doit pas être égoïste ou avare, il se doit de toujours combattre les inégalités et de ne pas y chercher d’avantages pour un ami ou pour lui-même. L’Écloga critique à plusieurs reprises l’incompétence et l’incompréhension des lois byzantines des juges actuelles. Afin de contrecarré cette corruption le nouveau système juridique qu'amène l'Élogue propose de rémunérer les fonctionnaires de justice.      

### Place des fiançailles, du mariage et de la dot
Les premiers chapitres de ce nouveau code de loi sont sur les fiançailles et le mariage. Par ce positionnement, l’Empereur fait une emphase sur le sujet et affirme encore sa position suprême dans l’État. Il accroît les droits des femmes et des enfants au détriment du pouvoir paternel, et accorde une protection à la veuve et à l’orphelin. Il consacre et étend les empêchements au mariage introduit par le Concile in Trullo, en prohibant les unions entre cousins au second degré, mais aussi entre le filleul ou la filleule avec l’enfant du parrain ou de la marraine. Il encourage les unions et protège le système de dot.   

### Système de punition corporelle
Différence majeure avec le Code Justinien et les novelles précédentes , l’Égloga incorpore une série de punitions/sentences avec des mutilations indicatives à la faute commise. On retrouve au Titre XVII de l’Écloga une liste de 52 crimes et de sentences à appliquer.
L’introduction de ce genre de «punition» révèle ici un effort d’insinuer la moralité chrétienne dans la loi, d’une manière plutôt sévère.  Malgré tout, il s'agit d'un adoucissement dans la dureté des châtiments. Cet effort de «corriger» le peuple et de le guider s’introduit dans la mentalité des efforts iconoclastes de Léon III, afin de redresser sa société. Tout au long du document, il y a une multitude de références (Mathieu 24:35, Jean 7:24, etc.) qui appuient le fond religieux dont l'auteur s'inspire. La structure est fortement influencée par l’aspect légal de l’Ancien Testament.
Malgré le changement radical de vision religieuse apporté par Léon III à cette époque, l’Écloga ne s’infiltre pas directement dans le domaine ecclésiastique. L’auteur met en valeur une séparation entre l’État et l’Église. 
Selon le délit, le coupable pourra par exemple se faire couper la main (s’il s’agit d’une récidive d’un vol par un pauvre libre), se faire couper la langue (en cas de faux témoignage), se faire couper la verge (en cas d’acte bestial), se faire couper le nez (en cas d’un viol d’une jeune fille) et finalement se faire aveugler (en cas de vol d’objet(s) sacré(s)). De plus, une sanction de se faire raser les cheveux pourra être cumulé à la sentence d’exil. Ce genre de pratique juridique avait déjà cours depuis plusieurs siècles, mais la spécificité de l’Écloga est de les codifier. L’allégement des sentences s’intègre aussi dans la tradition juridique d’une novelle publiée en 556 signifiant l’interdiction de couper les deux mains ou les deux pieds d’un coupable. 
L’importance de la mutilation diffère selon la gravité du crime, mais aussi selon la position sociale du coupable. Alors qu’une personne aisée pourra avoir une sentence monétaire jumelée à la sanction physique. Une personne pauvre ne recevra que la sanction physique, illustrant ainsi pleinement la loi. La «sentence physique» restait techniquement la première sentence. 
Ce radoucissement des sanctions n’abolit pas la peine de mort pour autant. Celle-ci demeure une sentence pour des crimes sexuels plus graves comme l’inceste ou l’homosexualité. Mais son application sera grandement réduite. 

## Réception
Il est certain qu’un code de loi dans la langue parlée a pu faire bénéficier les régions plus éloignées de Constantinople où le latin était absent. Bien qu’elle utilise un vocabulaire accessible, on ne peut pas définir le champ lexical de l’Écloga comme populaire, il y a l’insertion d'un vocabulaire spécialisé. Celui-ci n’a pas été confectionné dans le but d’abolir les autres registres de loi. Elle représente une manière plus concise, plus accessible et mieux orientée du droit byzantin. 
À travers les conflits entourant l’iconoclasme, l’Écloga représentera un pan de cette époque à effacer. Elle sera durement critiquée et remplacée par les Basiliques de la dynastie macédonienne Malgré tout, celle-ci se révéla latente dans la littérature juridique byzantine. Ces mêmes Macédoniens l'utiliseront  « comme source de leur Prochiron et de leur Epanagogue ». L’Écloga restera une base simple sur laquelle codifier le droit byzantin. On pourra le voir resurgir dans plusieurs siècles, dans les « sources canoniques de l'Église; elle fut utilisée comme source de droit au Moyen Âge et au commencement de l'époque moderne en Grèce, en Bulgarie, en Serbie, en Russie, dans les Pays Roumains, ainsi qu'en Italie méridionale. ». Les copies et les extraits continueront à circuler malgré les condamnations des iconodules. 